# Sommer-Universiade 2003/Judo
Die Judo-Wettbewerbe der Sommer-Universiade 2003 fanden vom 25. bis zum 27. August in der südkoreanischen Großstadt Daegu statt. Es handelte sich um die sechste Austragung dieser Sportart bei den Studentenweltspielen.

## Ergebnisse Männer

### Extra-Leichtgewicht bis 60 kg
| Platz | Athlet                       | Land |
| ----- | ---------------------------- | ---- |
| 1     | Takeshi Ogawa                | JPN  |
| 2     | Jérémy Le Bris               | FRA  |
| 3     | Cho Nam-suk                  | KOR  |
| 3     | Chaschbaataryn Tsagaanbaatar | MNG  |

### Halb-Leichtgewicht bis 66 kg
| Platz | Athlet             | Land |
| ----- | ------------------ | ---- |
| 1     | Takashi Terai      | JPN  |
| 2     | Yordanis Arencibia | CUB  |
| 3     | Jozef Krnáč        | SVK  |
| 3     | Gábor Neu          | HUN  |

### Leichtgewicht bis 73 kg
| Platz | Athlet               | Land |
| ----- | -------------------- | ---- |
| 1     | Lee Won-hee          | KOR  |
| 2     | Masahiro Takamatsu   | JPN  |
| 3     | Miguel Romero        | ESP  |
| 3     | Waruschan Israjeljan | ARM  |

### Halb-Mittelgewicht bis 81 kg
| Platz | Athlet          | Land |
| ----- | --------------- | ---- |
| 1     | Kwon Young-woo  | KOR  |
| 2     | Óscar Fernández | ESP  |
| 3     | Ole Bischof     | GER  |
| 3     | Denis Ogijenko  | RUS  |

### Mittelgewicht bis 90 kg
| Platz | Athlet          | Land |
| ----- | --------------- | ---- |
| 1     | Hiroshi Izumi   | JPN  |
| 2     | Diego Barreto   | BRA  |
| 3     | Gergö Rajcsányi | HUN  |
| 3     | Park Sun-woo    | KOR  |

### Halb-Schwergewicht bis 100 kg
| Platz | Athlet              | Land |
| ----- | ------------------- | ---- |
| 1     | György Kosztolánczy | HUN  |
| 2     | Gianluca Giaccaglia | ITA  |
| 3     | Amel Mekić          | BIH  |
| 3     | Luciano Corrêa      | BRA  |

### Schwergewicht über 100 kg
| Platz | Athlet            | Land |
| ----- | ----------------- | ---- |
| 1     | Abdullo Tangriyev | UZB  |
| 2     | Frédéric Lecanu   | FRA  |
| 3     | Obren Božović     | SCG  |
| 3     | Kim Sung-bum      | KOR  |

### Offene Klasse
| Platz | Athlet            | Land |
| ----- | ----------------- | ---- |
| 1     | Abdullo Tangriyev | UZB  |
| 2     | Frédéric Paupert  | FRA  |
| 3     | Luciano Corrêa    | BRA  |
| 3     | Shinya Katabuchi  | JPN  |

### Teambewerb
| Platz | Land     | Athleten      |
| ----- | -------- | ------------- |
| 1     | Südkorea |               |
| 2     | Japan    | Takamasa Anai |
| 3     | Ungarn   |               |
| 3     | Ukraine  |               |

## Ergebnisse Frauen

### Extra-Leichtgewicht bis 48 kg
| Platz | Athlet           | Land |
| ----- | ---------------- | ---- |
| 1     | Mayumi Takara    | JPN  |
| 2     | Pak Myong-hui    | PRK  |
| 3     | Francesca Congia | ITA  |
| 3     | Choi Ok-ja       | KOR  |

### Halb-Leichtgewicht bis 52 kg
| Platz | Athlet          | Land |
| ----- | --------------- | ---- |
| 1     | Audrey La Rizza | FRA  |
| 2     | An Kum-ae       | PRK  |
| 3     | Hisae Takara    | JPN  |
| 3     | Ren Minjing     | CHN  |

### Leichtgewicht bis 57 kg
| Platz | Athlet              | Land |
| ----- | ------------------- | ---- |
| 1     | Hong Ok-song        | PRK  |
| 2     | Fanny Euranie       | FRA  |
| 3     | Yurisleidis Lupetey | CUB  |
| 3     | Yang Mi-yung        | KOR  |

### Halb-Mittelgewicht bis 63 kg
| Platz | Athlet           | Land |
| ----- | ---------------- | ---- |
| 1     | Marie Pasquet    | FRA  |
| 2     | Ji Gyong-sun     | PRK  |
| 3     | Africa Gutiérrez | ESP  |
| 3     | Hidemi Soda      | JPN  |

### Mittelgewicht bis 70 kg
| Platz | Athlet            | Land |
| ----- | ----------------- | ---- |
| 1     | Gévrise Émane     | FRA  |
| 2     | Catherine Roberge | CAN  |
| 3     | Leire Iglesias    | ESP  |
| 3     | Bae Eun-hye       | KOR  |

### Halb-Schwergewicht bis 78 kg
| Platz | Athlet             | Land |
| ----- | ------------------ | ---- |
| 1     | Cho Soo-hee        | KOR  |
| 2     | Pan Yuqing         | CHN  |
| 3     | Stéphanie Possamaï | FRA  |
| 3     | Megumi Nagase      | JPN  |

### Schwergewicht über 78 kg
| Platz | Athlet                | Land |
| ----- | --------------------- | ---- |
| 1     | Liu Xia               | CHN  |
| 2     | Kei Eguchi            | JPN  |
| 3     | Jessica van der Spil  | NED  |
| 3     | Jelena Iwaschtschenko | RUS  |

### Offene Klasse
| Platz | Athlet          | Land   |
| ----- | --------------- | ------ |
| 1     | Xue Fuyan       | CHN    |
| 2     | Mika Sugimoto   | JPN    |
| 3     | Lee Hsiao-hung  | Taiwan |
| 3     | Marija Semenjuk | UKR    |

### Teambewerb
| Platz | Land                |
| ----- | ------------------- |
| 1     | Japan               |
| 2     | Volksrepublik China |
| 3     | Frankreich          |
| 3     | Südkorea            |